# Nŭngna-do
Nŭngna-do är en ö i Nordkorea.   Den ligger i provinsen Pyongyang, i den sydvästra delen av landet.